# McCaskill (Arkansas)
McCaskill es una ciudad ubicada en el condado de Hempstead en el estado estadounidense de Arkansas. En el Censo de 2010 tenía una población de 84 habitantes y una densidad poblacional de 43,71 personas por km².

## Geografía
McCaskill se encuentra ubicada en las coordenadas 33°55′12″N 93°38′11″O / 33.92000, -93.63639. Según la Oficina del Censo de los Estados Unidos, McCaskill tiene una superficie total de 1.92 km², de la cual 1.91 km² corresponden a tierra firme y (0.54%) 0.01 km² es agua.

## Demografía
Según el censo de 2010, había 84 personas residiendo en McCaskill. La densidad de población era de 43,71 hab./km². De los 84 habitantes, McCaskill estaba compuesto por el 73.81% blancos, el 15.48% eran afroamericanos, el 2.38% eran amerindios, el 7.14% eran de otras razas y el 1.19% pertenecían a dos o más razas.